# Patrick Péra
Patrick Péra (* 17. Januar 1949 in Lyon, Frankreich) ist ein ehemaliger französischer Eiskunstläufer, der im Einzellauf startete.

## Leben
Nachdem Alain Calmat 1965 zurückgetreten war, dominierte Péra in den folgenden Jahren den Männerwettbewerb bei den französischen Meisterschaften, den er von 1966 bis 1972 gewann. Mit einem vierten Platz bei der Europameisterschaft 1966 und einem sechsten Platz bei der Weltmeisterschaft 1966 gelang ihm auch rasch der Anschluss an die Weltspitze. Seine erste internationale Medaille gewann er bei den Olympischen Spielen 1968 in Grenoble. Hinter Wolfgang Schwarz und Tim Wood erhielt er die Bronzemedaille, obwohl er sowohl in der Platzziffer als auch in der Punktzahl schlechter lag als der Viertplatzierte Emmerich Danzer. Péra profitierte dabei davon, dass eben nicht die Platzziffer, sondern die Einzelwertungen der Punktrichter entschieden, von denen ihn die Mehrzahl vor Danzer sah, obwohl Danzer die beste Kürwertung erhielt. Bei der anschließenden Weltmeisterschaft in Genf gewann Emmerich Danzer den Titel vor Tim Wood, Péra erhielt erneut Bronze.
In den nächsten beiden Jahren belegte Péra bei der Europameisterschaft jeweils den zweiten Platz hinter Ondrej Nepela, bei den Weltmeisterschaften gewann er 1969 Bronze hinter Tim Wood und Ondrej Nepela; 1970 wurde er Vierter hinter Wood, Nepela und Günter Zöller. 1971 ließ Péra die Europameisterschaft aus, konnte aber bei der Weltmeisterschaft Silber hinter Nepela gewinnen vor dem Europameisterschaftszweiten Sergei Tschetweruchin. 1972 gewann er bei der Europameisterschaft und bei den Olympischen Spielen jeweils Bronze hinter Nepela und Tschetweruchin. Nach den Olympischen Spielen beendete Péra seine Amateur-Karriere.
Péra war kein so brillanter Kürläufer wie Emmerich Danzer oder Tim Wood, sondern ein eher ausgeglichener Eiskunstläufer. Auf einer in der Regel soliden Pflichtwertung aufbauend, riskierte er in der Kür wenig und blieb daher meist fehlerfrei. Das Publikum gewann er mehr durch tänzerische Fertigkeiten und Show-Elemente als durch sein Sprungvermögen.

## Ergebnisse
| Wettbewerb / Jahr            | 1964 | 1965 | 1966 | 1967 | 1968 | 1969 | 1970 | 1971 | 1972 |
| Olympische Winterspiele      | –    | –    | –    | –    | 3.   | –    | –    | –    | 3.   |
| Weltmeisterschaft            | 14.  | 15.  | 6.   | 7.   | 3.   | 3.   | 4.   | 2.   | –    |
| Europameisterschaft          |      | –    | 4.   | 4.   | 4.   | 2.   | 2.   | –    | 3.   |
| Französische Meisterschaften |      | 3.   | 1.   | 1.   | 1.   | 1.   | 1.   | 1.   | 1.   |

## Sonstiges
Bei den Olympischen Winterspielen 1972 war Péra Fahnenträger der französischen Mannschaft.